# Ectoedemia ulmella
Ectoedemia ulmella is een vlinder uit de familie van de dwergmineermotten (Nepticulidae). De wetenschappelijke naam van de soort is voor het eerst voorgesteld als Nepticula ulmella door Annette Frances Braun in een publicatie uit 1912.

## Verspreiding
De soort komt voor in de Verenigde Staten.

## Waardplanten
De rups leeft op Iepen (Ulmus).